# Vale zakspin
De vale zakspin (Clubiona diversa) is een spinnensoort in de taxonomische indeling van de struikzakspinnen (Clubionidae).
Het dier behoort tot het geslacht Clubiona. De wetenschappelijke naam van de soort werd voor het eerst geldig gepubliceerd in 1862 door Octavius Pickard-Cambridge.